# فاتحات قنوات الصوديوم
فاتحات قنوات الصوديوم (بالإنجليزية: Sodium channel openers)‏ هي مجموعة من الأدوية التي تسهل انتقال الأيونات خلال قنوات الصوديوم.

## الأمثلة
- توكسينات، مثل الأتراكوتوكسينات (روبوستوكسين وفيرسوتوكسين) والسيغواتوكيسنات والتي تنشط قنوات الصوديوم المبوبة بالجهد.[1]
- سولناتيد، الذي يحفز قنوات الصوديوم الظهارية.[1]